# Archiwum Państwowe w Opolu
Archiwum Państwowe w Opolu – archiwum, które należy do sieci archiwów państwowych w Polsce.

## Historia

### do 1945
W średniowieczu istniała w Opolu składnica akt. W 1680, podczas kolejnej epidemii dżumy, przewieziono część akt do klasztoru norbertanek w Czarnowąsach. Resztę zgromadzono w Ratuszu, ale tam uległy zakażeniu bakteriami choroby. Pod koniec XVIII w. otworzył je opolski lekarz powiatowy i dziejopisarz dr Johann Karl Stock. Niestety, zmarł w 1812 nie pozostawiając żadnego opisu akt. Zakażoną komorę z aktami ponownie zamknięto i otwarto dopiero w 1818. Ponieważ uległy one zmurszeniu, spalono je. W 1738 z Koźla do Opola przywieziono skrzynie z dokumentami i przywilejami, które gromadzono od czasu śmierci Jana Dobrego w 1532 (zmarłego bezpotomnie ostatniego Piasta z linii opolsko-raciborskiej). Nie wiadomo, co dokładnie zawierały skrzynie. Zapieczętowano je ponownie i złożono w ratuszu razem z archiwaliami miejskimi. Podczas pożaru w 1739 spalił się cały ratusz, a wraz z nim przechowywane tam dokumenty – w tym dokumenty archiwum ziemskiego księstwa opolsko-raciborskiego (Landes-Archiv), gromadzone od 1532 roku. Wtedy to starosta krajowy hrabia von Henckel wystarał się o odpisy przywilejów z kancelarii czeskiej, zebrał wszystkie akta i uchwały landtagu w postaci tzw. Corpus Statutuum i wywiózł w skrzyniach do Koźla, a później do Wrocławia. W 1746 ukazało się zarządzenie królewskie określające warunki przechowywania dokumentów, nakazujące zabezpieczyć archiwalia i sporządzić ich rejestr. W 1821 utworzono Archiwum Prowincji Śląskiej z siedzibą we Wrocławiu, którego zadaniem było gromadzenie i przechowywanie akt po skasowanych klasztorach. W 1825 do Opola przyjechał więc wrocławski archiwista Gustav Adolf Stenzel, który spisał opolskie archiwalia. Sto lat później opolskie dokumenty archiwalne przechowywano w wieży ratuszowej, a funkcję miejskiego archiwisty pełnił Alfred Steinert. W 1934 przed planowanym remontem wieży cały zasób archiwum przeniesiono do muzeum. Niewiele dni później, 15 lipca 1934 wieża ratusza zawaliła się. Akta powróciły do ratusza w Opolu po remoncie, w 1938, do specjalnie urządzonego pomieszczenia. Od ok. 1942 roku planowano ewakuację opolskiego archiwum w inne miejsce (przypuszczalnie na przełomie 1944/5), ostatecznie jednak do niej nie doszło.

### po 1945
Zmieniające się po wojnie co kilka lat i miejsce i nazwa obecnego archiwum było warunkowane podziałem administracyjnym kraju. Początkowo Opole było częścią województwa śląsko-dąbrowskiego, toteż w latach 1945-1950 materiały archiwalne z terenu Śląska podlegały Archiwum Państwowemu w Katowicach. Wówczas zatrudnione tam 3 osoby odpowiadały za dokumenty z 32 powiatów(!). Częściowo archiwalia śląskie znajdowały się też w Archiwum Państwowym we Wrocławiu. W 1948 roku gromadzenia i porządkowania archiwaliów z terenu miasta i powiatu opolskiego podjął się Szymon Koszyk (którego imię nosi jedna z ulic w Opolu), archiwariusz Archiwum Miejskiego w Opolu. W 1950 utworzono powiatowy oddział Wojewódzkiego Archiwum Państwowego w Katowicach. Z kolei na mocy zarządzenia Rady Ministrów z dnia 14 stycznia 1952 utworzono archiwa centralne i wojewódzkie oraz oddziały terenowe i archiwa powiatowe. 1 kwietnia 1953 Powiatowe Archiwum Państwowe w Opolu przekształcono w Wojewódzkie Archiwum Państwowe w Opolu, które przejął Stefan Oswald Popiołek (jego spuścizna znajduje się obecnie w zasobie Archiwum). Z czasem opolskiemu archiwum podlegały oddziały w Brzegu, Kluczborku, Nysie i Raciborzu. Po kolejnej reformie administracyjnej kraju (1975 r.) zlikwidowano oddział w Kluczborku (1976 r.), zaś oddział raciborski przeszedł pod Wojewódzkie Archiwum Państwowe w Katowicach. Niemal dwadzieścia lat później zlikwidowano oddziały w Brzegu (1997 r.) i Nysie (1998 r.), a ich zasoby scalono z Wojewódzkim Archiwum Państwowym w Opolu.

## Zasięg terytorialny
Reforma administracyjna z 1999 nie przyniosła zasadniczych zmian w strukturze organizacyjnej Archiwum Państwowego w Opolu. Obecnie swym zasięgiem obejmuje ono miasto Opole, powiaty: brzeski, głubczycki, kędzierzyńsko-kozielski, kluczborski, krapkowicki, namysłowski, nyski, opolski, prudnicki i strzelecki oraz gminę Zębowice z powiatu oleskiego.

## Budynek
Archiwum Państwowe w Opolu ma swoją siedzibę przy ul. Zamkowej 2 w zabytkowym barokowym obiekcie, datowanym ok. 1765, w którym niegdyś mieściła się wytwórnia skóry zelówkowej Maxa Pinkusa, następnie wytwórnia win Marcusa Friedländera, a od 1959 roku właśnie Archiwum. Obiekt znajduje się w malowniczym centrum miasta: naprzeciwko kościoła i klasztoru franciszkanów, nad Kanałem Młynówka, w bezpośrednim sąsiedztwie siedziby TVP Opole (przed wojną synagogi) oraz ratusza. Przed Archiwum w 2008 postawiono pomnik Karola Musioła (wówczas funkcjonował tam klub „Papa Musioł”) – wieloletniego burmistrza Opola i pomysłodawcy Krajowego Festiwalu Polskiej Piosenki. Obecnie część zasobu znajduje się w drugim budynku, przy ul. Gorzołki 8 w Opolu-Groszowicach.

## Zasób archiwalny
Jako że archiwalia z terenów tzw. ziem odzyskanych uległy zniszczeniu w dużym stopniu, tym cenniejszy jest każdy zespół przechowywany w zasobie Archiwum Państwowego w Opolu. Przechowuje ono m.in. akta administracji ogólnej i specjalnej, instytucji ochrony prawa i wymiaru sprawiedliwości, wojskowe i organizacji paramilitarnych, dokumenty instytucji wyznaniowych, akta cechów rzemieślniczych, samorządów gospodarczych, stowarzyszeń i związków, instytucji nauki, oświaty i kultury. Szczególnym zainteresowaniem w ostatnim czasie cieszą się akta metrykalne, rodzinno-majątkowe, spuścizny, kolekcje, zbiory i archiwa prywatne.
Archiwum jest też przechowawcą dokumentacji osobowo-płacowej ponad stu zlikwidowanych zakładów pracy z regionu.
Archiwum Państwowe w Opolu posiada w swym zasobie zbiory biblioteczne, zawierające starodruki, przedwojenne czasopisma oraz wydawnictwa związane z historią Śląska, m.in.: „Oppelner Zeitung”, „Schlesischer Zeitung”, „Grottkauer Kreisblatt”, „Kreuzburger Kreisblatt” czy „Kalendarz Opolski”, „Opole”, „Opole i Kropka”. Są one udostępniane korzystającym wyłącznie na miejscu, jako że biblioteka w Archiwum nie jest biblioteką publiczną, a jej zbiory służą pracownikom jako pomoc w codziennej pracy. Najcenniejsze są 233 starodruki, z których najstarszy pochodzi z XV wieku. Księgozbiór można przeglądać w systemie KOHA.
Wychodząc naprzeciw oczekiwaniom swoich użytkowników, Archiwum umożliwia zdalną rezerwację wizyt w swoich pracowniach poprzez system Bookero.

## Działalność
Funkcjonując w Kulturze 2.0, archiwa w rozumieniu instytucji publicznych, zostały niejako postawione w sytuacji: (…) strzec i ukrywać to, co dane im było zgromadzić lub stać się częścią zmiany. Archiwum Państwowe w Opolu wybrało drugą opcję. W ostatnich latach wydało cztery serie publikacji własnych w oparciu o materiały archiwalne: Opera Extraordinaria, Opuscula Extraordinaria, Archiwalne Źródła Tożsamości i Archiwalne Źródła Tożsamości. Materiały edukacyjne. Pracownicy również publikują artykuły, będące efektami ich pracy, a popularyzujące zasób. Archiwum jest także wystawcą podczas opolskiego Festiwalu Książki. Realizuje wiele projektów we współpracy z instytucjami kultury, nauki, oświaty, m.in. podczas Nocy Muzeum, Nocy Kultury, Międzynarodowego Dnia Archiwów. W oparciu o materiały zachowane w zasobie Archiwum prowadzi lekcje archiwalne.
Duże znaczenie dla upowszechniania zasobu archiwalnego mają strony WWW, dające szybki dostęp do zeskanowanych materiałów, jak np.:
- powstancyslascy.pl – strona prezentująca archiwalne dokumenty z okresu trzech powstań śląskich i plebiscytu na Górnym Śląsku, zawierająca także materiały edukacyjne i bazę „Znajdź powstańca”. Zdobyła I miejsce w konkursie na Wydarzenie Historyczne 2019 roku w kategorii „Edukacja i Media”. Projekt zrealizowany wspólnie z Archiwum Państwowym w Katowicach[27].
- pieczeciegminne.pl – katalog pieczęci gminnych używanych na Śląsku, będący zbiorem historycznych pieczęci miejscowości ze Śląska z lat 1722-1945, odnalezionych na kartach materiałów archiwalnych. Baza jest uzupełniana i rozbudowywana[28].
- natiopolona.eu – realizowany wspólnie z Uniwersytetem w Padwie projekt, którego kierownikiem jest Dyrektor Archiwum Państwowego w Opolu, prof. dr hab. Mirosław Lenart –  przewodniczący Zespołu do spraw inicjatyw podejmowanych z okazji jubileuszu 800-lecia Uniwersytetu w Padwie (Zarządzeniem Ministra Nauki i Szkolnictwa Wyższego z 23 kwietnia 2018 r.), lektor języka polskiego na Uniwersytecie w Padwie (2001-2005) i profesor kontraktowy wykładający historię kultury polskiej (2006-2010)[29].
- polskiearchiwa.eu – współpraca Archiwów Państwowych[30][31], w tym Archiwum Państwowego w Opolu, z Polonią[32] przy wsparciu Naczelnej Dyrekcji Archiwów Państwowych[33] zaowocowała projektem dokumentującym obecność Polaków na terenie Padwy[34].

Na portalu Szukaj w Archiwach można przeglądać zdigitalizowane materiały archiwalne z zasobu Archiwum Państwowego w Opolu.

## Dyrektorzy
- Szymon Koszyk (1948[36]–1951[37])
- Stefan Oswald Popiołek (1953–1965 i 1978–1986)[37]
- Ryszard Dermin (1966–1978)[38][37]
- Andrzej Żak-Mensah (1987–1990)[37]
- Jan Kornek (1990–2012)[39]
- Mirosław Lenart (2012[40][41]–2023[1])
- Sławomir Marchel (od 2023, p.o.)